# Сувон Самсунг Блюуингз
«Сувон Самсунг Блюуингз» — южнокорейский футбольный клуб из города Сувон. Образован в 1995 году. Домашние матчи проводит на арене «Сувон Уорлд Кап Стадиум», вмещающей 43 288 зрителей. В настоящий момент выступает в Кей-Лига 2, вторым по значимости футбольном турнире Кореи. Четырёхкратный чемпион Кей-Лиги (1998, 1999, 2004, 2008) и двукратный победитель Лиги чемпионов АФК.

## Достижения
- Чемпионат Республики Корея по футболу:
  - Чемпион (4): 1998, 1999, 2004, 2008.
  - Вице-чемпион (2): 1996, 2006.
- Кубок Республики Корея по футболу:
  - Обладатель (4): 2002, 2009, 2010, 2016.
  - Финалист (3): 1996, 2006, 2011.
- Кубок лиги Республики Корея по футболу:
  - Обладатель (1): 1999.
- Суперкубок Республики Корея по футболу:
  - Обладатель (3): 1999, 2000, 2005.
- Лига чемпионов АФК:
  - Победитель (2): 2001, 2002.
- Кубок обладателей кубков Азии по футболу:
  - Финалист (1): 1998.
- Суперкубок Азии по футболу:
  - Обладатель (2): 2001, 2002.
- Кубок чемпионов Восточной Азии по футболу:
  - Обладатель (1): 2005.
- Пан-тихоокеанский чемпионат по футболу:
  - Победитель (1): 2009.

## Тренеры
- Чха Бом Гын (2003—2010)